# Еволюція далеків
Еволюція далеків (англ. Evolution of the Daleks — п'ятий епізод третього сезону поновленого британського науково-фантастичного телесеріалу «Доктор Хто». Уперше транслювався на телеканалі BBC One 28 квітня 2007 року та є завершенням двосерійної історії, яка почалась із епізоду «Далеки на Манхеттені» 21 квітня.
Події епізоду відбуваються у Нью-Йорку в 1930 році. В епізоді далек Сек (грає Ерік Лорен) з «Культу Скаро» намагається внести подальші зміни в себе, стаючи більш схожим на людину, маючи цим намір створити нову расу далеків як частину еволюції свого виду. Через це його покидають інші далеки.
Епізод був переглянутий 6,97 мільйонами глядачів у Великій Британії та став сімнадцятою найбільш переглядуваною телепрограмою на британському телебаченні за тиждень.